# Lepidagathis clavata
Lepidagathis clavata är en akantusväxtart som beskrevs av Dalz.. Lepidagathis clavata ingår i släktet Lepidagathis och familjen akantusväxter. Inga underarter finns listade i Catalogue of Life.